# Сант'Антонио (Кунео)
Сант'Антонио (итал. Sant'Antonio) је насеље у Италији у округу Кунео, региону Пијемонт.
Према процени из 2011. у насељу је живело 1395 становника. Насеље се налази на надморској висини од 156 м.